# Danh sách thành phố Venezuela
Danh sách thành phố Venezuela, theo thứ tự dân số giảm dần. Dân số không tính khu vực thành thị. Ước tính theo năm 2005.

## Các thành phố lớn ở Venezuela

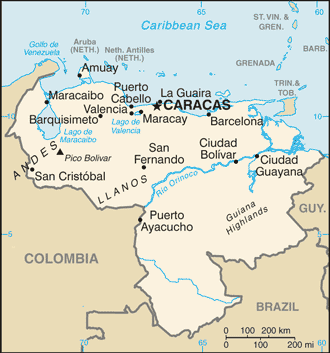
Bản đồ Venezuela

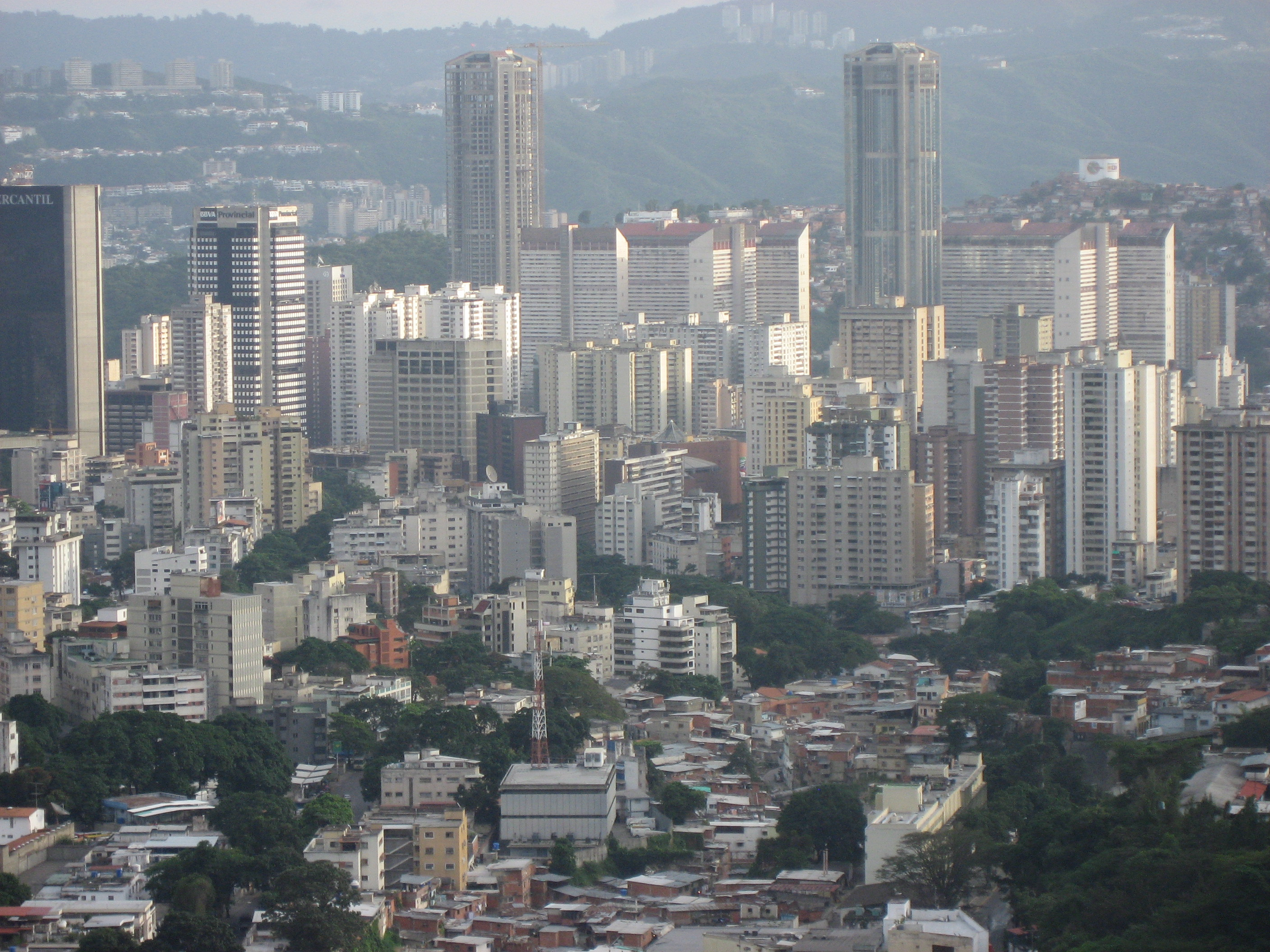
Caracas, thủ đô Venezuela

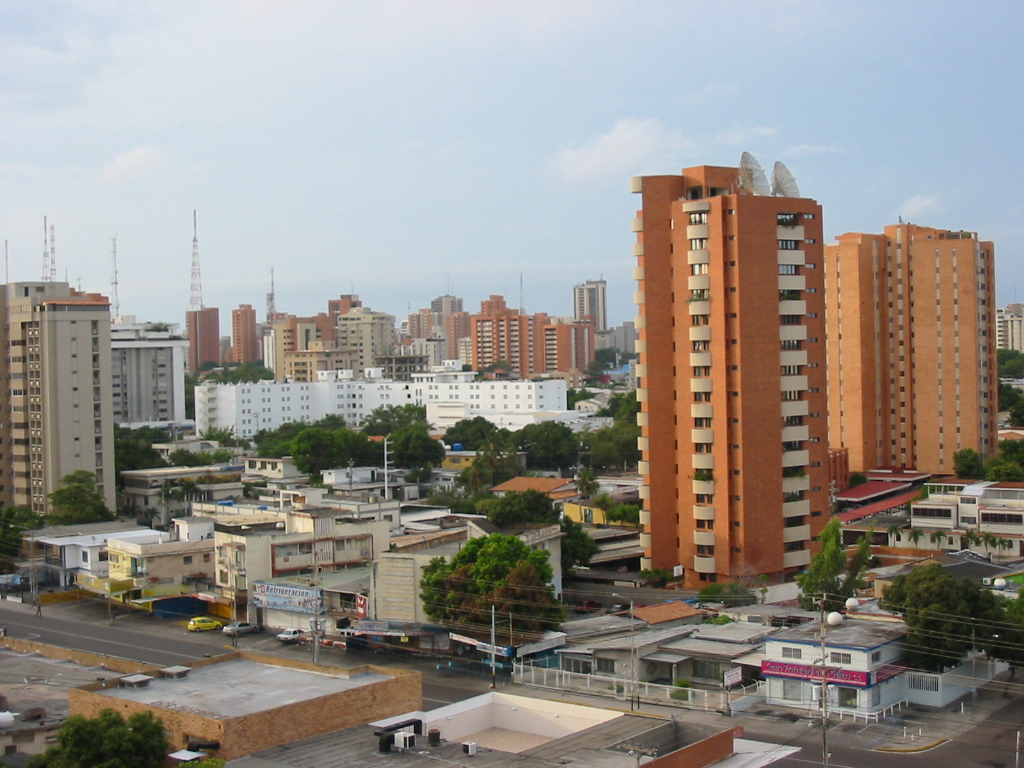
Maracaibo

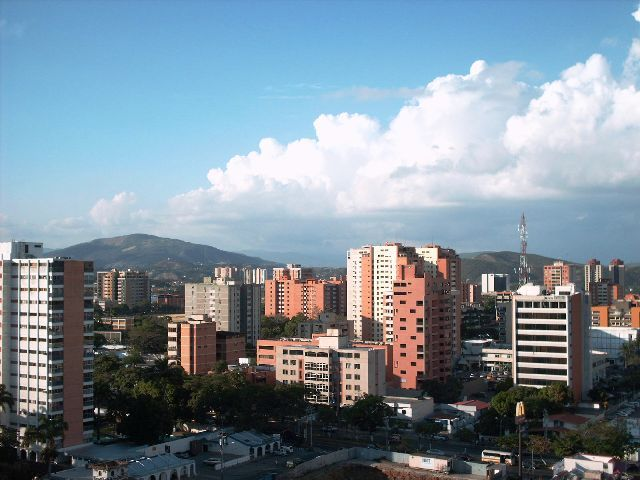
Barquisimeto

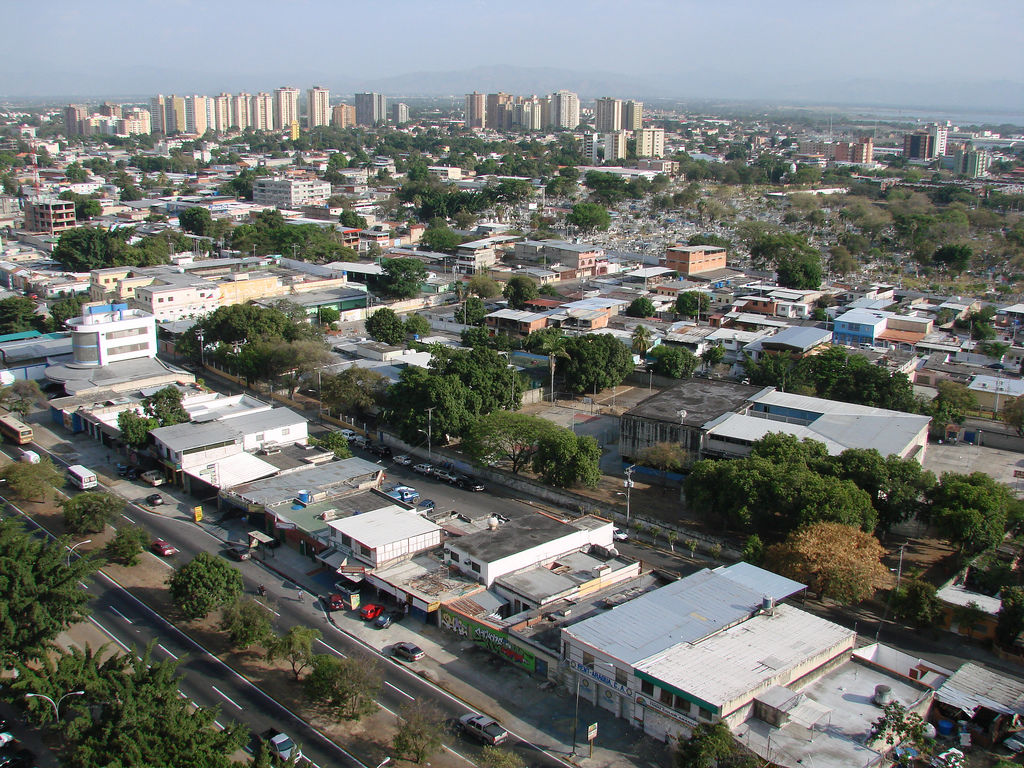
Maracay

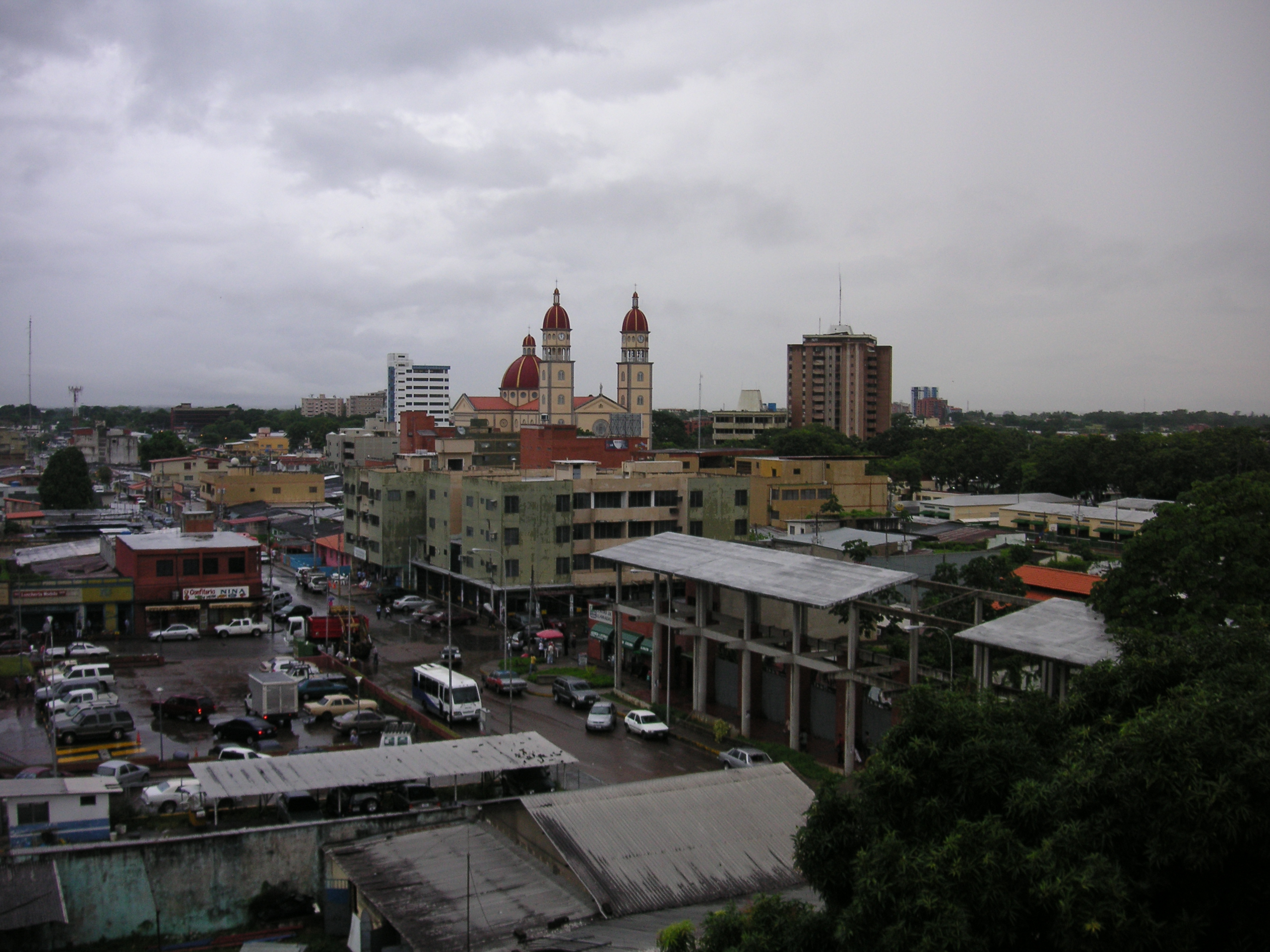
Maturín

Ciudad Guayana

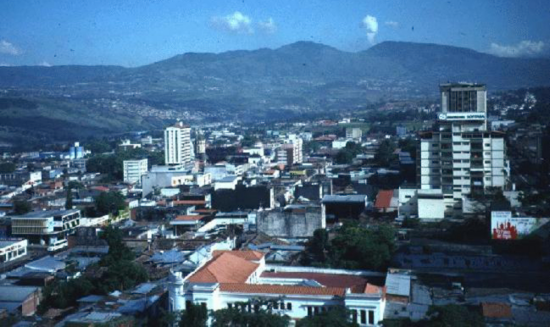
San Cristobal

| #   | Thành phố                  | Dân số (Est. 2010) | Bang                   |
| --- | -------------------------- | ------------------ | ---------------------- |
| 1.  | Caracas (thủ đô liên bang) | 5.576.000          | Quận đô thị và Miranda |
| 2.  | Maracaibo                  | 4.163.670          | Zulia                  |
| 3.  | Valencia                   | 2.585.202          | Carabobo               |
| 4.  | Barquisimeto               | 1.600.000          | Lara                   |
| 5.  | Maracay                    | 1.302.000          | Aragua                 |
| 6.  | Ciudad Guayana             | 946.606            | Bolívar                |
| 7.  | Barcelona                  | 750.000            | Anzoátegui             |
| 8.  | Maturín                    | 410.967            | Monagas                |
| 9.  | Turmero                    | 344.746            | Aragua                 |
| 10. | Ciudad Bolívar             | 291.170            | Bolívar                |
| 11. | Barinas                    | 284.305            | Barinas                |
| 12. | Los Teques                 | 279.424            | Miranda                |
| 13. | Cumaná                     | 257.821            | Sucre                  |
| 14. | San Cristóbal              | 246.620            | Táchira                |
| 15. | Puerto La Cruz             | 218.228            | Anzoátegui             |
| 16. | Mérida                     | 215.289            | Mérida                 |
| 17. | Cabimas                    | 200.859            | Zulia                  |
| 18. | Coro                       | 135.246            | Falcón                 |
| 19. | Guatire                    | 192.291            | Miranda                |
| 20. | Cúa                        | 182.925            | Miranda                |
| 21. | Guarenas                   | 181.657            | Miranda                |
| 22. | Los Teques                 | 173.749            | Miranda                |
| 23. | Ocumare del Tuy            | 166.112            | Miranda                |
| 24. | Puerto Cabello             | 163.886            | Carabobo               |
| 25. | Guacara                    | 151.788            | Carabobo               |
| 26. | El Tigre                   | 151.011            | Anzoátegui             |
| 27. | El Limón                   | 148.270            | Aragua                 |
| 28. | Acarigua                   | 143.739            | Portuguesa             |
| 29. | Punto Fijo                 | 131.737            | Falcón                 |
| 30. | Cabudare                   | 131.013            | Lara                   |
| 31. | Charallave                 | 129.213            | Miranda                |
| 32. | Ciudad Ojeda               | 128.941            | Zulia                  |
| 33. | Palo Negro                 | 128.895            | Aragua                 |
| 34. | Cagua                      | 119.052            | Aragua                 |
| 35. | Anaco                      | 117.605            | Anzoátegui             |
| 36. | Calabozo                   | 117.148            | Guárico                |
| 37. | Guanare                    | 112.315            | Portuguesa             |
| 38. | Carúpano                   | 112.102            | Sucre                  |
| 39. | Ejido                      | 107.056            | Mérida                 |
| 40. | Catia La Mar               | 106.850            | Vargas                 |
| 41. | Mariara                    | 105.511            | Carabobo               |
| 42. | Carora                     | 105.400            | Lara                   |

## Các thành phố khác
Các thành phố sau không lớn nhưng có tầm quan trọng về lịch sử, văn hóa, du lịch.
- Caripe
- Cumaná
- La Asunción
- La Guaira
- La Victoria
- Los Teques
- Ocumare del Tuy
- Puerto Ayacucho
- San Carlos
- San Joaquín
- San Juan de Los Morros
- San Felipe
- San Fernando de Apure
- Tucupita
- Trujillo
- Valle de la Pascua
- Ciudad Ojeda